# Оленцеро
Оленцеро (баск. Olentzero) — мифологический рождественский персонаж у испанских и французских басков, угольщик, который приносит детям подарки на Рождество.

## Традиция

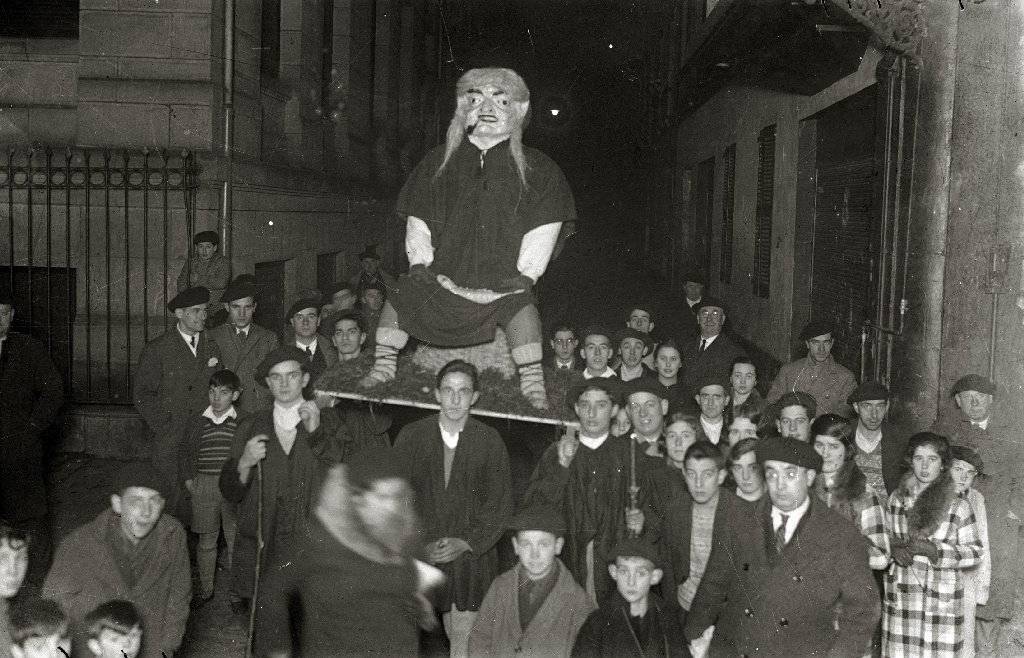
Оленцеро в Сан-Себастьяне. 1931

Традиция Оленцеро возникла в наваррской Лесаке. Оленцеро изображается запачканным углем крупным мужчиной в традиционной одежде баскского крестьянина. Неотъемлемыми его атрибутами являются чёрный берет и деревянный посох. В тех случаях, когда Оленцеро изображается с бородой, она у него не белоснежная, а серо-седая, из-за чего в баскском языке распространено общее наименование для не-баскских рождественских и новогодних персонажей — Bizarzuri (белая борода). Оленцеро живёт вдали от общества в горах, зарабатывает на жизнь углежжением, любит хорошо поесть и выпить, и у него есть голова на плечах. Каждую зиму он спускается с гор в деревни.
В некоторых населённых пунктах Страны Басков днём, когда приходит Оленцеро, по традиции считается не Рождество, а канун Нового года (например, в городе Эрмуа).

## Имена и этимология
Наиболее распространённый вариант имени этого персонажа — Оленцеро, характерный для гипускоанского диалекта. В Наварре его называют Оленцаро, Оранцаро (в районах Беруэте и Лейса) и Ононцаро (в районе Ларрауна).
Существует несколько гипотез этимологии этого имени. Первое письменное упоминание Оленцеро принадлежит Лопе де Исасти в XVII веке: A la noche de Navidad (llamamos) onenzaro, la sazón de los buenos («канун Рождества (мы называем) onenzaro, время добрых»). Таким образом, оно выводится из баскских слов onen «добро» и zaro «время», то есть «время добра» или «время добрых дел», что является калькой с nochebuena «Добрая ночь» — испанского названия Рождественской ночи.
Другие исследователи считают, что Olen происходит от французского слова Noël «Рождество» путём метатезы, однако первоначальной формой является Onen.
По мнению этнолога Хулио Каро Барохи, происхождение слова связано с так называемыми «О» антифонами, которые поются в католической церкви в последнюю неделю перед Рождеством и начинаются с возгласа О! (O Sapientia, O Adonai, O Emmanuel и т. д.). Во французской традиции период пения таких антифонов называется O de Noël или les oleries.
От имени Оленцеро в баскском языке производны следующие слова: Olentzero-afari (рождественский ужин), Olentzero-egun (канун Рождества, сочельник), Olentzero-enbor, Olentzero-mokor, Olentzero-mozkor (рождественское полено), Olentzero-gau (рождественская ночь).

## В политике
Распространение традиции, связанной с Оленцеро, подверглось резкой критике со стороны испанских националистов, утверждающих, что баскские националисты искусственно популяризировали его образ с целью распространения своей идеологии. Так, в Памплоне на организаторов шествия Оленцеро неоднократно налагались штрафы, но жители города продолжали устраивать праздничные мероприятия, несмотря на запрет. В 2005 году в Аресо двое гражданских гвардейцев похитили с площади деревянную куклу, изображающую Оленцеро, за что были отстранены от службы на 20 дней.
В XXI веке образ Оленцеро используется на акциях в поддержку баскских политзаключённых и на антивоенных митингах.

## Мари Доминги

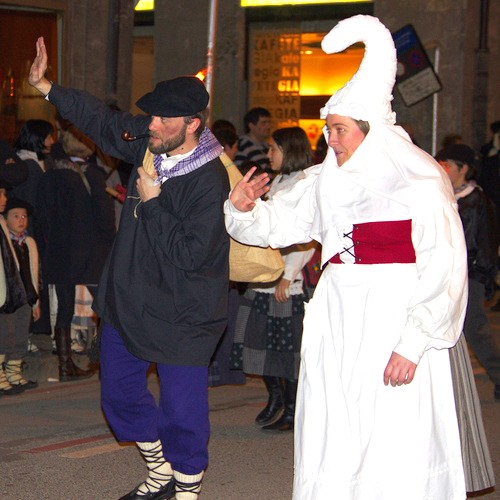
Оленцеро и Мари Доминги в Толосе, 2012

Образ жены Оленцеро по имени Мари Доминги — женщины, упоминаемой в одной из традиционных баскских песен, — был включён в рождественские традиции в последнее время с целью избежать подозрений в сексизме и обеспечить равенство полов. Однако современные феминистки критикуют то, что роль Мари Доминги в итоге оказалась второстепенной.

## В культуре
Оленцеро посвящены баскская народная рождественская песня «Olentzero joan zaigu» (с баск. — «Оленцеро от нас ушёл») и три испанских полнометражных мультфильма: «Olentzero, gabonetako ipuina» («Оленцеро: рождественская сказка») 2002 года и его сиквелы «Olentzero eta subilaren lapurreta» («Оленцеро и похищение рождественского полена») 2005 года и «Olentzero eta Oparien Ordua» («Оленцеро и время подарков») 2008 года.